# 土门镇 (古浪县)
土门镇，是中华人民共和国甘肃省武威市古浪县下辖的一个乡镇级行政单位。

## 行政区划
土门镇下辖以下地区：
土门社区、土门村、漪泉村、台子村、教场村、青萍村、大湾村、三关村、新胜村、和乐村、胡家边村、王府村、宝塔寺村、永东村、永西村、新丰村和西滩村。